# میکلوش ایبل
میکلوش ایبل (مجاری: Ybl Miklós، زاده ۶ آوریل ۱۸۱۴ سکش‌فهروار – درگذشته ۲۲ ژانویه ۱۸۹۱ بوداپست) یکی از استادان برجسته معماری قرن نوزدهم اروپا و تأثیرگذارترین معمار مجارستان بود. معروف‌ترین آثار وی تالار اپرای ملی، خانه گمرک (امروزه ساختمان اصلی دانشگاه کوروینوس بوداپست)، باسیلیکای سنت ایشتوان، بازار باغ قلعه و کلیسای لقاح پاک در شهر فُت هستند.

## زندگی و حرفه
ایبل در ۱۸۱۴ در سکش‌فهروار از والدینی با اصالت اتریشی متولد شد. مادرش به نام آنا آیمان و پدرش، میکلوش ایبل در آن شهر بازرگان و همچنین عضو کمیته استان فیر بودند.
پس از گذراندن تحصیلات دبیرستان در شهر تولد، از سال ۱۸۲۵ در مؤسسه سلطنتی پلی تکنیک وین ادامه تحصیل داد. در ۱۸۴۰ در آکادمی سلطنتی هنر باواریا در مونیخ ثبت نام کرد و سفری تحصیلی هم به ایتالیا داشت. در این بین با میهای پولاک و هنریک کُخ همکاری داشت. چندی بعد پسر میهای پولاک، آگوشتون پولاک و ایبل مؤسسه معماری خود را در خیابان دوروتیا در پشت افتتاح کردند.
اولین کار او با سفارش ایشتوان کارویی در ۱۸۴۵ برای تجدید بنای قلعهٔ فُت و ساخت کلیسا شروع و او معمار املاک کارویی در آن شهر شد. او در سال ۱۸۵۱ ازدواج کرد و به پِشت بازگشت.
او خیلی زود به عضویت انجمن صنفی معماری درآمد و از سبک رمانتیک به احیای رنسانس روی آورد. آدرس خیابان برودی شاندور شماره ۸ امروزی، مجلس نمایندگان (امروزه مؤسسه فرهنگ ایتالیایی بوداپست) در همین زمان ساخته شد. ساخت و ساز در ۱۱ سپتامبر ۱۸۶۵ آغاز شد و در عرض چند ماه به پایان رسید و به ایبل نشان صلیب شوالیه از فرانتس یوزف اعطا شد.
در سال ۱۸۷۰ شروع به طراحی ساختمان عمومی گمرک کرد که پس از اتمام آن با انتقادهای زیادی روبرو شد ولی مهندس ارشد وزارتخانه، آن را ساختمانی تاریخ‌ساز نامید.
مناقصه‌ای برای طراحی تالار اپرا در سپتامبر ۱۸۷۳ برگزار و طرح ایبل برندهٔ آن شد. ساخت و ساز با حمایت سلطنتی در اکتبر ۱۸۷۵ آغاز شد و او به مدیریت طرح منصوب شد. در همان زمان، او همچنین بر روی بازار باغ قلعه کار کرد، که از نوع باغ‌های معلق ایتالیایی، آلمانی و فرانسوی الگوبرداری شد.
سپس به شورای خدمات عمومی پیوست، در سال ۱۸۸۲ نشان صلیب شوالیه لیپوت را دریافت کرد و در ۲۱ ژوئن ۱۸۸۵، از جانب امپراتور به عضویت انجمن بزرگان درآمد.
او همچنین ساخت باسیلیکای سنت ایشتوان با طراحی یوزف هیلد ادامه داد و سپس بر روی بازسازی قلعه بودا کار کرد. برادرزاده او، لایوش ایبل، نیز در این امر کمک کرد تا بال کریستیناواروش را طراحی کند که دیگر نتوانست این کار را به پایان برساند و در ۲۲ ژانویه ۱۸۹۱ درگذشت.

## سبک
سبک اولیه او رمانتیسم، با عناصر رومانسک پیوند داشت اما بعداً به نئو رنسانس تبدیل شد. او هنرمندی پرمشغله و تأثیرگذار بود که حتی در زمان حیاتش شناخته شده‌بود. در میان آثار متعدد او، ساختمان نئو رنسانس تالار اپرای خیابان آندراشی اثر اصلی او محسوب می‌شود.

## جایزهٔ میکلوش ایبل
جایزه میکلوش ایبل در ۱۹۵۳ توسط شورای وزیران جمهوری خلق مجارستان به‌عنوان معتبرترین جایزه حرفه‌ای ملی برای فعالیت‌های معماری ایجاد شد. در سال ۲۰۰۸، کمیته اعطای جوایز تجدید شد: از آن پس، هیئت هشت نفره به ریاست معمار ارشد ملی جوایز را تعیین می‌کنند.
این جایزه شامل یک مدال یادبود، گواهی تأیید اهدا و یک جایزه نقدی است. مدال از برنز دایره‌ای به قطر ۶۰ میلی‌متر ساخته شده و اثر میکلوش بورشوش است. در یک طرف، پرتره‌ای از میکلوش ایبل به صورت برجسته، در کناره حروف ایبل، و علامت استاد بورشوش وجود دارد. در طرف دیگر، نام گیرنده و سال اهدا با کتیبه‌ای حکاکی می‌شود.

## نگارخانه

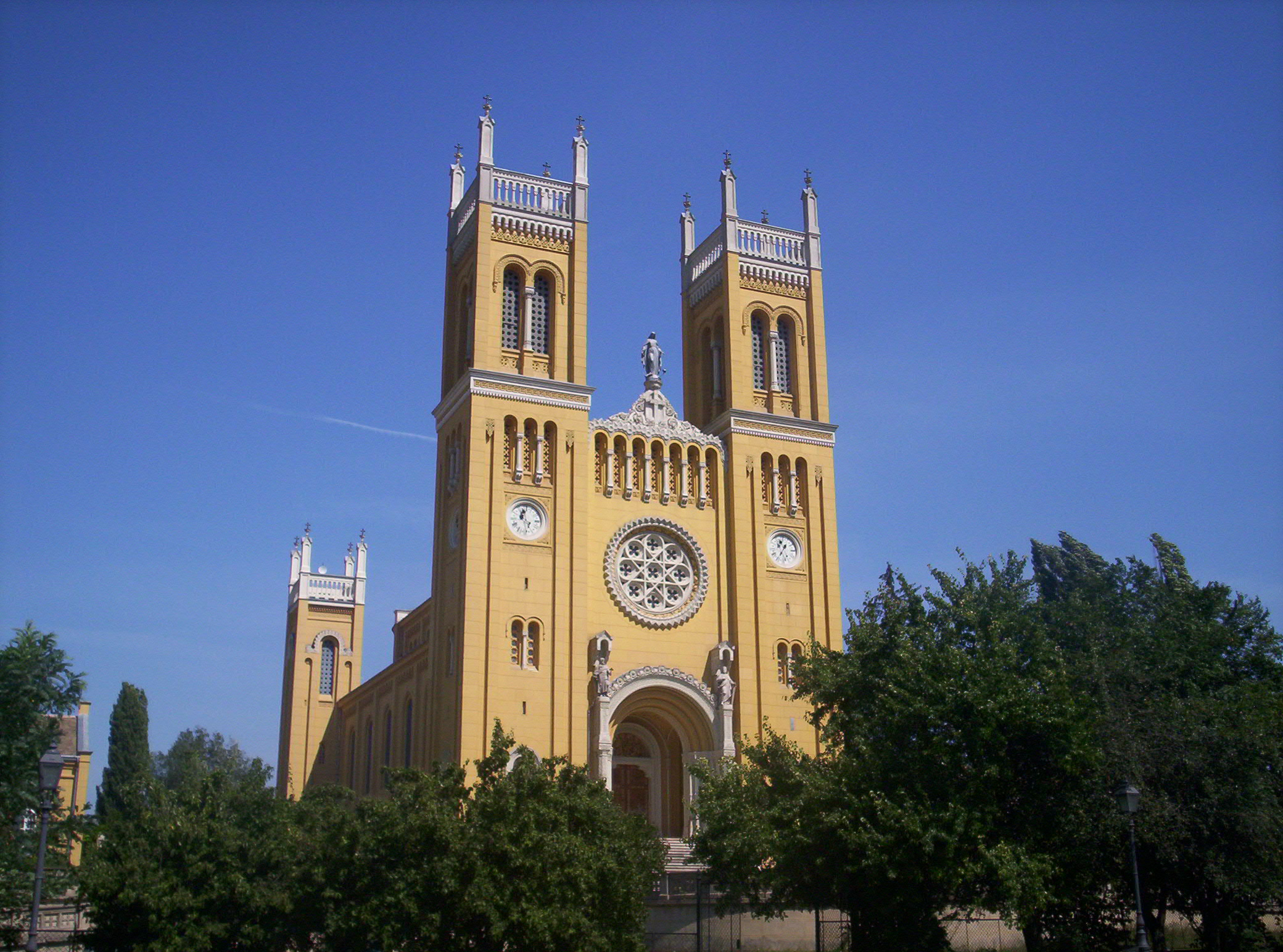
کلیسای شهر فُت
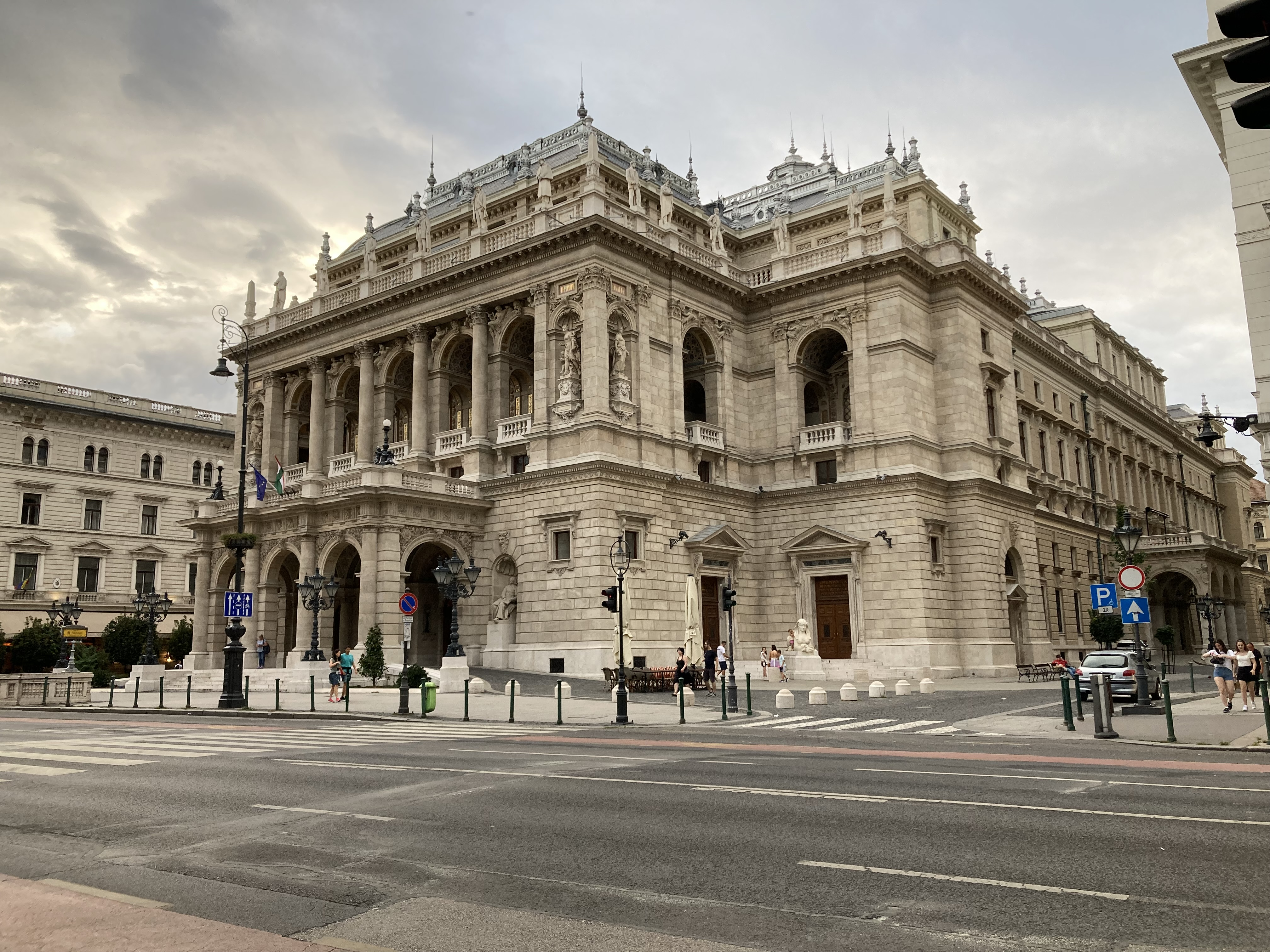
تالار اپرای ملی
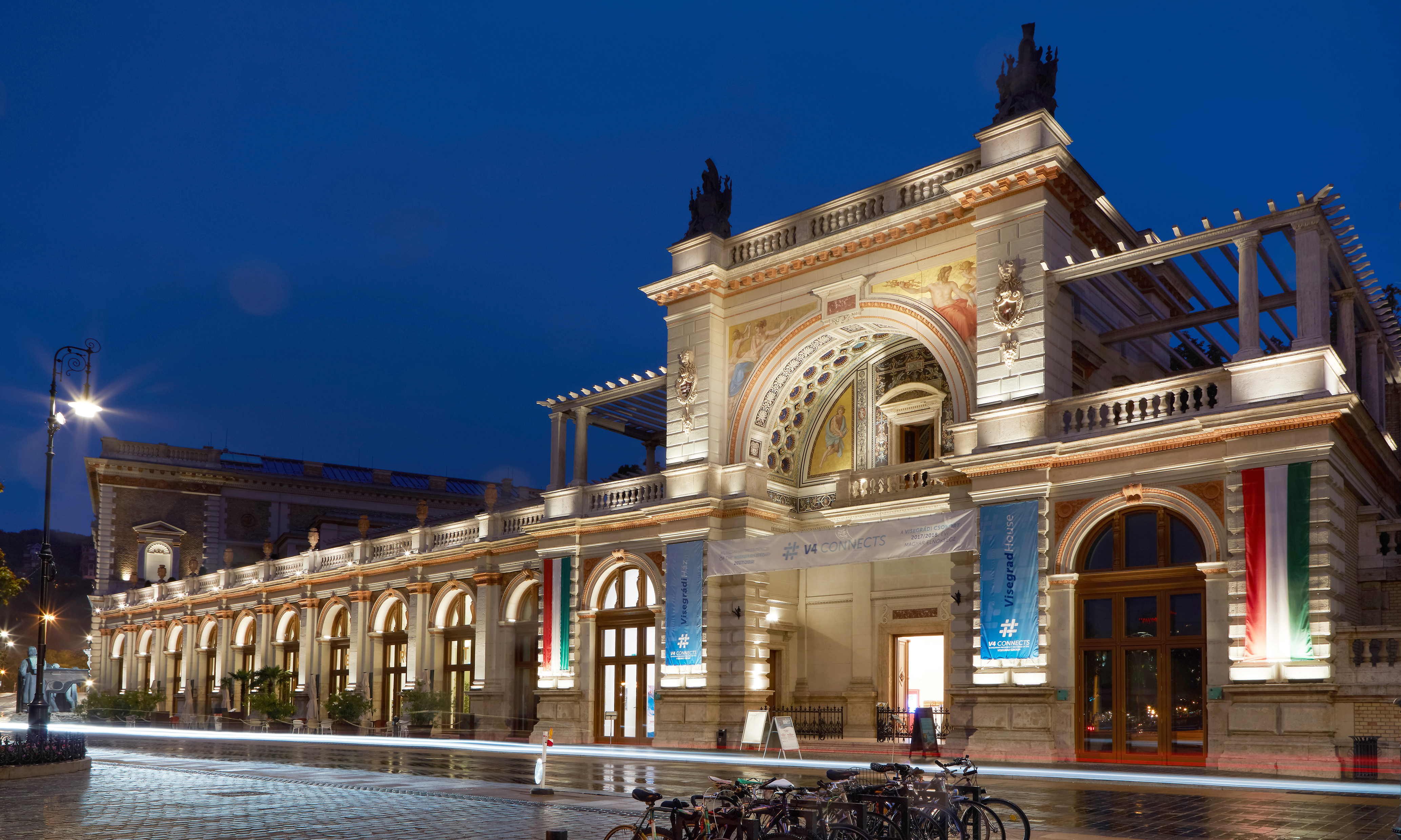
بازار باغ قلعه
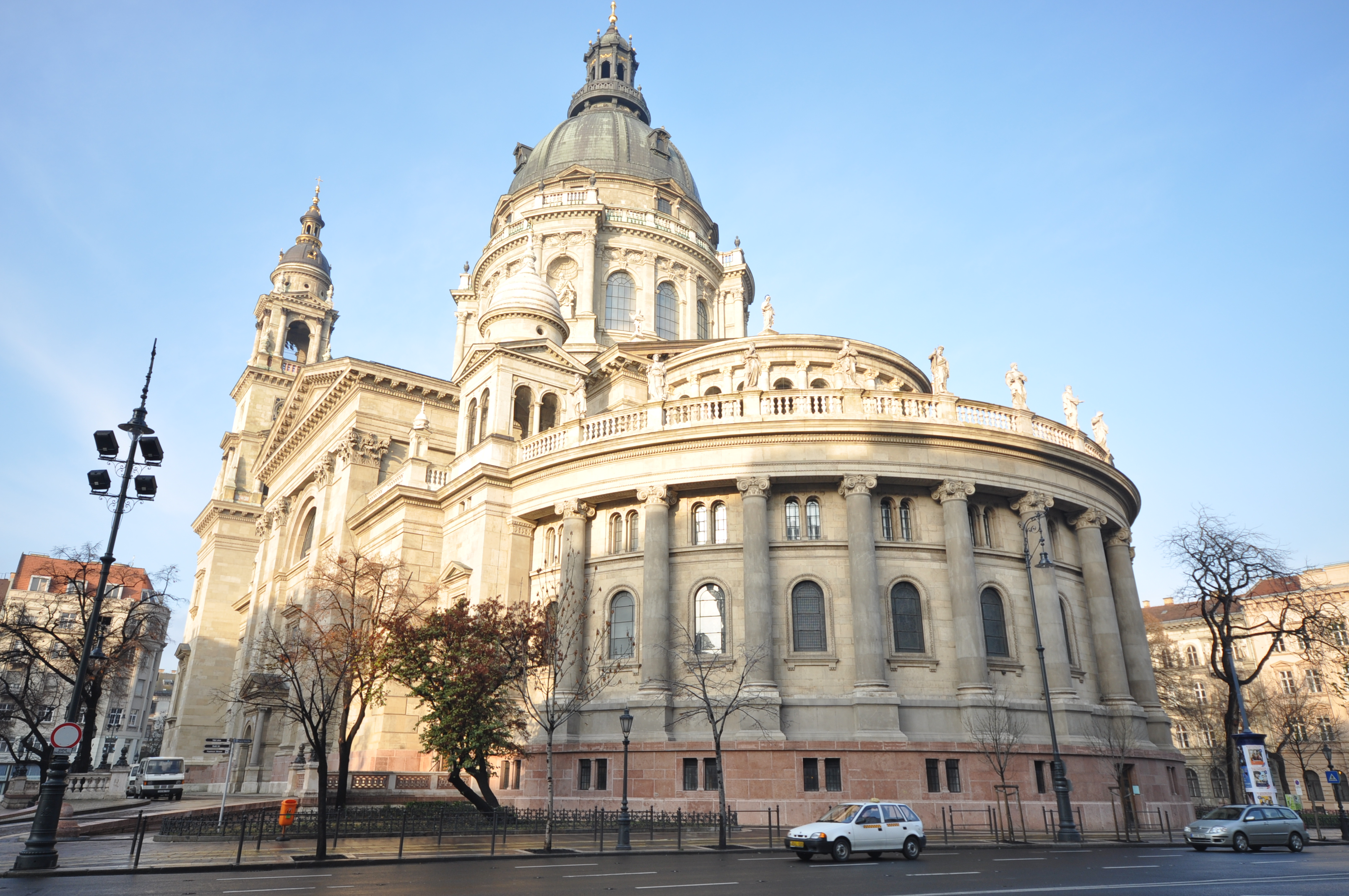
باسیلیکای سنت ایشتوان
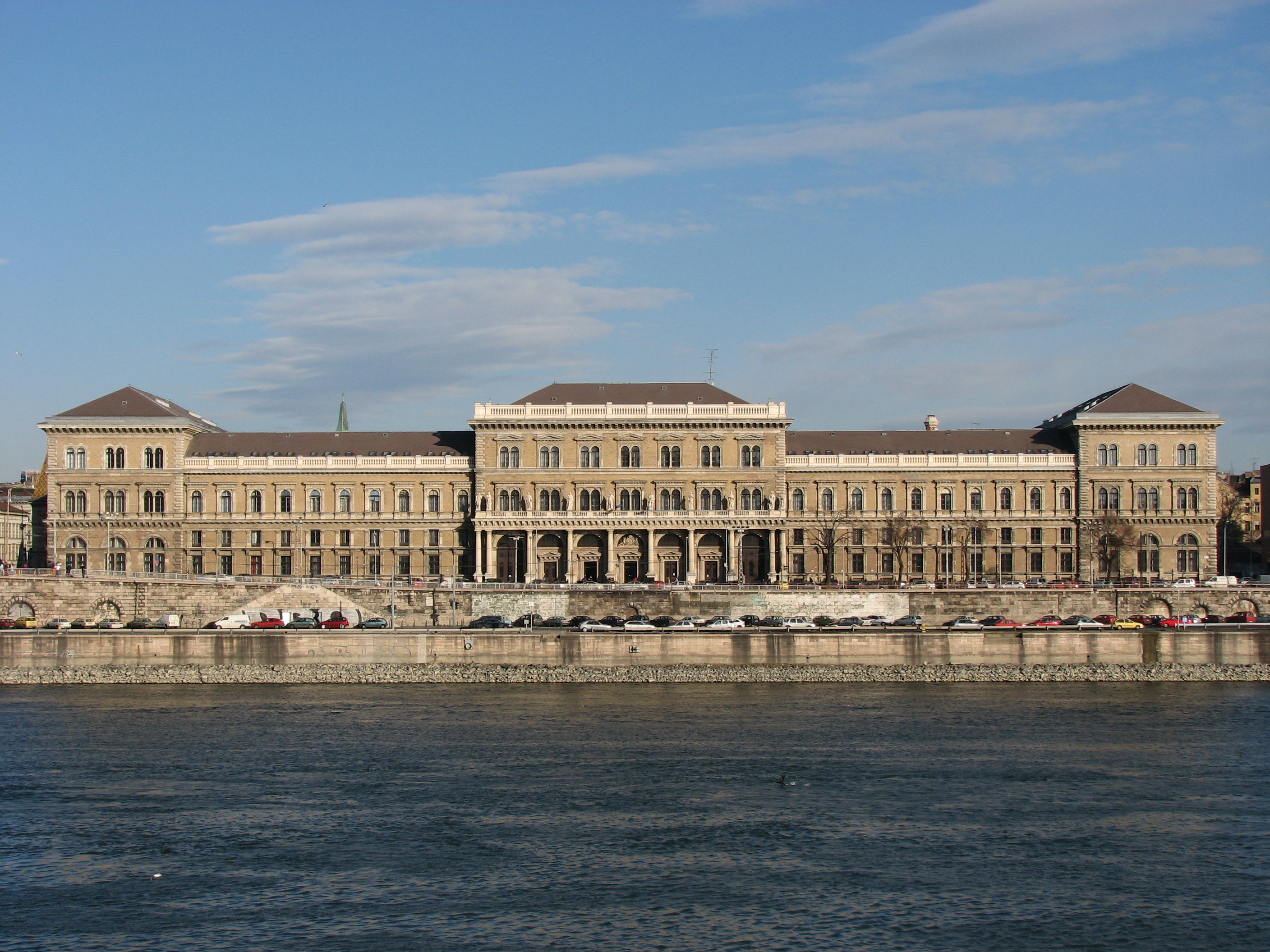
ساختمان اصلی دانشگاه کوروینوس بوداپست [en]